# Яшкова-Гурна
Яшкова-Гурна (пол. Jaszkowa Górna, нім. Oberhannsdorf) — село в Польщі, у гміні Клодзко Клодзького повіту Нижньосілезького воєводства.
Населення — 911 осіб (2011).
У 1975-1998 роках село належало до Валбжиського воєводства.

## Демографія
Демографічна структура станом на 31 березня 2011 року:
|          | Загалом | Допрацездатний вік | Працездатний вік | Постпрацездатний вік |
| -------- | ------- | ------------------ | ---------------- | -------------------- |
| Чоловіки | 455     | 88                 | 325              | 42                   |
| Жінки    | 456     | 81                 | 275              | 100                  |
| Разом    | 911     | 169                | 600              | 142                  |